# گیل شاهام
گیل شاهام (به انگلیسی: Gil Shaham) (زادهٔ ۱۹ فوریهٔ ۱۹۷۱) نوازندهٔ چیره‌دست ویولن کلاسیک اهل ایالات متحدهٔ آمریکا است.

## زندگی‌نامه
گیل شاهام در سال ۱۹۷۱ در اوربانا، ایلینوی در خانواده‌ای دانشمند و اسرائیلی به دنیا آمد. پدر او متخصص فیزیک نجومی و مادرش متخصص ژنتیک بود.
او هنگامی که هفت سال داشت آموزش نواختن ویولن را زیر نظر ساموئل برنستاین آغاز کرد و بعد از آن، هنگامی که نُه سال داشت، با نشان دادن استعداد فوق‌العادهٔ خود، توجه اطرافیان را جلب کرد و مورد توجه استادان مختلف قرار گرفت و وارد آکادمی موسیقی آسپِن در کلرادو شد و زیر نظر استادان بزرگی مثل دوروتی دیلای آموختن موسیقی را ادامه داد.
او در ده‌سالگی فعالیت خود را به‌عنوان نوازندهٔ ویولنسل در ارکستر سمفونی اورشلیم آغاز کرد و کمتر از یک سال بعد وارد بزرگترین ارکستر اسرائیل (ارکستر فیلارمونیک اسرائیل) شد و افتخار حضور در مدارس بزرگتری مثل دانشگاه کلمبیا را یافت و روزبه‌روز پیشرفت کرد.
وقتی ویولن‌نواز مشهور، ایتساک پرلمان، در سال ۱۹۸۹ به علت عفونت گوش نمی‌توانست به لندن سفر کند، گیل شاهام ۱۸ساله بزرگ‌ترین بختِ زندگی‌اش را به‌دست‌آورد و کنسرتوهای ژان سیبلیوس و ماکس بروخ را با همکاری ارکستر سمفونی لندن اجرا کرد.
شاهام به تمام دنیا سفر کرده، تک‌نوازی انجام داده، و حتی با بسیاری از رهبران ارکستر مشهور جهان اجرا داشته‌است. او قطعه‌های زیادی را ضبط کرده و بارها نامزد جایزهٔ بین‌المللی گرَمی شده‌است.